# Championnat d'Italie d'échecs des clubs
Le championnat d'Italie d'échecs des clubs est la compétition qui permet de désigner le meilleur club d'échecs d'Italie. Il est organisé par la fédération italienne des échecs (en italien : Federazione Scacchistica Italiana, FSI) et se déroule chaque année depuis 1959.
Lors du premier championnat, disputé à Lerici en 1959, il n'y avait qu'une seule série, tandis que dès l'année suivante, le tournoi présentait une série A (élite) et une série B. En 1961, s'ajoutaient les séries C et D, ainsi que la série Juniores, pour le championnat des clubs des jeunes.
Cet article répertorie les équipes victorieuses de la Serie A de la FSI, une compétition qui a pris plus tard le nom de "Serie Master".

## Tableau d'honneur des équipes championnes de série A
| N°  | Année | Ville                        | Club vainqueur Ville                                 | Membres de l'équipe dans l'ordre des échiquiers |
| --- | ----- | ---------------------------- | ---------------------------------------------------- | --- |
| 1°  | 1959  | Lerici                       | Accademia romana scacchi, Rome                       | Nestler, Giustolisi, G. Primavera, Sacconi, Tatai                                                                                                  |
| 2°  | 1960  | Lerici                       | Accademia scacchistica napoletana, Naples            | Porreca, Scafarelli, Trezza, Del Vecchio, Busco |
| 3°  | 1961  | Crémone                      | Società scacchistica milanese, Milan                 | Alfredo Rubinstein, Castiglioni, Lilloni, Contedini, Ferrantes                                                                                     |
| 4°  | 1962  | Lerici                       | Dopolavoro dipendenti comunali, Rome                 | Tatai, Giustolisi, Zichichi, Fricker, Sacconi |
| 5°  | 1963  | Imperia                      | Dopolavoro dipendenti comunali, Rome                 | Giustolisi, G. Primavera, Zichichi, Fricker, R. Primavera                                                                                          |
| 6°  | 1964  | Gênes                        | Dopolavoro dipendenti comunali, Rome                 | Tatai, G. Primavera, Zichichi, Fricker, R. Primavera                                                                                               |
| 7°  | 1966  | Monticelli Terme             | Dopolavoro dipendenti comunali, Rome                 | Tatai, G. Primavera, R. Primavera, Zichichi, Fricker                                                                                               |
| 8°  | 1967  | Recoaro Terme                | Società scacchistica triestina, Trieste              | Filipović, Cosulich, Daveglia, Gioulis, Kovacic |
| 9°  | 1969  | Fanano                       | Circolo "Luigi Centurini" Genova, Gênes              | Tatai, Porreca, Scafarelli, Grassi |
| 10° | 1970  | Marostica                    | Circolo "Luigi Centurini" Genova, Gênes              | Porreca, Grassi, Damele, Resaz |
| 11° | 1971  | Asiago                       | Dopolavoro dipendenti comunali, Rome                 | Zichichi, R. Primavera, G. Primavera, Fricker |
| 12° | 1972  | Reggio d'Émilie              | Circolo scacchistico bolognese, Bologne              | Cappello, Palmiotto, Sartori, Di Pietro |
| 13° | 1973  | Tivoli                       | Accademia scacchistica romana, Rome                  | Mariotti, Zichichi, Giustolisi, G. Primavera, R. Primavera                                                                                         |
| 14° | 1974  | Milan                        | Gruppo sportivo "Banco di Roma", Rome                | Mariotti, Zichichi, Passerotti, Valenti |
| 15° | 1975  | Castelvecchio Pascoli        | Accademia scacchistica reggiana, Reggio d'Émilie     | Enrico Paoli, Tullio Trincardi, Dario Anceschi, Paolo Bagnoli                                                                                      |
| 16° | 1976  | Venise                       | Gruppo sportivo "Banco di Roma", Rome                | Mariotti, Zichichi, Passerotti, Valenti, Coppini, Zagallo                                                                                          |
| 17° | 1977  | Castelvecchio Pascoli        | Gruppo sportivo "Banco di Roma", Rome                | Mariotti, Zichichi, Passerotti, Valenti, Coppini                                                                                                   |
| 18° | 1979  | San Marino                   | Gruppo sportivo "Banco di Roma", Rome                | Mariotti, Tatai, Zichichi, Passerotti |
| 19° | 1982  | Lido Adriano                 | Società scacchistica milanese, Milan                 | Béla Tóth, Ennio Arlandi, Mario Lanzani, Luigi Caselli                                                                                             |
| 20° | 1983  | Venise                       | Gruppo sportivo "Banco di Roma", Rome                | Mariotti, Zichichi, Tassi, Passerotti |
| 21° | 1986  | Chianciano                   | Gruppo sportivo "Cavit", Trento                      | Tatai, Messa, Sanna, De Eccher, Sibilio, Moncher                                                                                                   |
| 22° | 1987  | 1re coupe d'Italie des clubs | Società scacchistica torinese, Turin                 | Sarno, Grinza, Rivello, Fabbri, David, P. Ponzetto                                                                                                 |
| 23° | 1989  | 2e coupe d'Italie des clubs  | Associazione romana scacchi, Rome                    | Mariotti, D'Amore, Passerotti, Steinfl, Satta |
| 24° | 1991  | 3e coupe d'Italie des clubs  | Circolo "Luigi Centurini" Genova, Gênes              | Tatai, Scafarelli, Cangiotti, Grassi, Bozzo, Emanuelli Simoncini, Resaz                                                                            |
| 25° | 1993  | Florence                     | Circolo scacchistico marosticense, Marostica         | Godena, Belotti, Manca, C. Rossi, Micheli Ceschia, Privitera, Bonotto                                                                              |
| 26° | 1994  | (7 rondes sans finale)       | Mc Microcomputers, Rome                              | Vlado Kovacević, D'Amore, Marinelli, Ianniello, Bellia                                                                                             |
| 27° | 1995  | (7 rondes sans finale)       | Mc Microcomputers, Rome                              | Kovacević, Tatai, D'Amore, Marinelli, Ianniello, Steinfl                                                                                           |
| 28° | 1996  | Amantea                      | Circolo scacchistico Averno FKT, Naples              | Mariotti, Lexy Ortega, Iannacone, Vallifuoco Martorelli, Bellia, Cocozza                                                                           |
| 29° | 1997  | Montecatini Terme            | VIMAR Marostica, Marostica                           | Godena, Belotti, Borgo, Manca, Micheli, C. Rossi                                                                                                   |
| 30° | 1998  | Bologne                      | Circolo scacchistico Surya A.S.D., Montecatini Terme | Đurić, Efimov, Mariotti, Arlandi, D'Amore, Passerotti                                                                                              |
| 31° | 1999  | Potenza                      | Circolo scacchistico Surya A.S.D., Montecatini Terme | Lpowtian, Zelčić, Đurić, Efimov, Arlandi, Bellini                                                                                                  |
| 32° | 2000  | Castel Lagopesole            | Circolo scacchistico Ippogrifo, Reggio d'Émilie      | Tkačëv, Vezzosi, Delčev, Iotti |
| 33° | 2001  | Palerme                      | VIMAR Marostica, Marostica                           | Hübner, Godena, Belotti, Stangl |
| 34° | 2002  | Trévise                      | VIMAR Marostica, Marostica                           | Hübner, Godena, Borgo, Stangl |
| 35° | 2003  | Laveno                       | VIMAR Marostica, Marostica                           | Hübner, Godena, Belotti, Stangl |
| 36° | 2004  | Penne                        | VIMAR Marostica, Marostica                           | Robert Hübner, Michele Godena, Bruno Belotti, Giulio Borgo                                                                                         |
| 37° | 2005  | Senigallia                   | A.D.S. Vestina Penne, Penne                          | Carlos García Palermo, Ennio Arlandi, Fabio Bruno, Vasilios Kotronias, Sabino Brunello                                                             |
| 38° | 2006  | Porto San Giorgio            | Associazione scacchi "G. Cortuso", Padoue            | Erald Dervishi, Fabio Bellini, Carlo D'Amore, Ennio Arlandi                                                                                        |
| 39° | 2007  | Palerme                      | VIMAR Marostica, Marostica                           | Robert Hübner, Michele Godena, Lexy Ortega, Federico Manca, Giulio Borgo                                                                           |
| 40° | 2008  | Arvier                       | Circolo scacchi "R. Fischer", Chieti                 | Judit Polgár, Carlos García Palermo, Carlo D'Amore, Roberto Mogranzini, Mario Sibilio                                                              |
| 41° | 2009  | Senigallia                   | Obiettivo Risarcimento Padova, Padoue                | Kiril Georgiev, Alfonso Romero Holmes, Fabio Bellini, Sabino Brunello, Alessio Valsecchi, Ennio Arlandi                                            |
| 42° | 2010  | Arvier                       | Obiettivo Risarcimento Padova, Padoue                | Fabiano Caruana, Kiril Georgiev, Fabio Bellini, Duilio Collutiis, Ennio Arlandi, Alessio Valsecchi                                                 |
| 43° | 2011  | Spolète                      | Scavolini Siviglia Pesaro, Pesaro                    | Emil Sutovsky, Daniele Vocaturo, Mihail Marin, Sabino Brunello, Denis Rombaldoni, Axel Rombaldoni, Andrea Rombaldoni, Marcello Ragonesi            |
| 44° | 2012  | Arvier                       | Obiettivo Risarcimento Padova, Padoue                | Fabiano Caruana, Hikaru Nakamura, Kiril Georgiev, Fabio Bellini, Michele Godena, Igor Efimov, Duilio Collutiis                                     |
| 45° | 2013  | Castione della Presolana     | Obiettivo Risarcimento Padova, Padoue                | Ivan Chéparinov, Kiril Georgiev, Daniele Vocaturo, Michele Godena, Danyyil Dvirnyy, Fabio Bellini, Duilio Collutiis, Alessio Valsecchi             |
| 46° | 2014  | Condino                      | Obiettivo Risarcimento Padova, Padoue                | Fabiano Caruana, Hikaru Nakamura, Maxime Vachier-Lagrave, Kiril Georgiev, Daniele Vocaturo, Michele Godena, Danyyil Dvirnyy, Roberto Mogranzini    |
| 47° | 2015  | Civitanova Marche            | Obiettivo Risarcimento Padova, Padoue                | Hikaru Nakamura, Maxime Vachier-Lagrave, Étienne Bacrot, Daniele Vocaturo, Michele Godena, Danyyil Dvirnyy, Roberto Mogranzini                     |
| 48° | 2016  | Civitanova Marche            | Circolo scacchi "R. Fischer", Chieti                 | Bartosz Socko, Axel Rombaldoni, Carlos García Palermo, Denis Rombaldoni, Luca Shytaj                                                               |
| 49° | 2017  | Gallipoli                    | Obiettivo Risarcimento Padova, Padova                | Francisco Vallejo Pons, Péter Lékó, Daniele Vocaturo, Sabino Brunello, Michele Godena, Alberto David, Danyyil Dvirnyy, Roberto Mogranzini          |
| 50° | 2018  | Gallipoli                    | Obiettivo Risarcimento Padova, Padoue                | Francisco Vallejo Pons, Julio Granda Zuñiga, Daniele Vocaturo, Alberto David, Sabino Brunello, Danyyil Dvirnyy, Michele Godena, Roberto Mogranzini |
| 51° | 2019  | Bressanone                   | Obiettivo Risarcimento Padova, Padoue                | Ivan Šarić, Gawain Jones, Daniele Vocaturo, Alberto David, Sabino Brunello, Alessio Valsecchi, Danyyil Dvirnyy, Michele Godena                     |
| 52° | 2021  | Montesilvano                 | Obiettivo Risarcimento Padova Padoue                 | Maxime Lagarde, Ivan Šarić, Alessio Valsecchi, Danyyil Dvirnyy, Sabino Brunello, Marco Massironi                                                   |
| 53° | 2022  | Montesilvano                 | Obiettivo Risarcimento Padova Padoue                 | Ivan Šarić, Gwain Jones, Daniele Vocaturo, Alessio Valsecchi, Sabino Brunello, Danyyil Dvirnyy, Marco Massironi                                    |
| 54° | 2023  | Bacoli                       | Obiettivo Risarcimento Padova Padoue                 | Predke, Pichot, Brunello, S., Dvirnyy, Valsecchi, Marco Massironi, Cristiano Quaranta                                                              |
| 55° | 2024  | Vasto                        | Obiettivo Risarcimento Padova Padoue                 | Saric,Predke, Brunello, S., Dvirnyy, Gilevych, Marco Massironi, Cristiano Quaranta                                                                 |